# Ламбир-Хиллс
Ламбир-Хиллс (англ. Lambir Hills National Park / малайск. Taman Negara Bukit Lambir) — национальный парк в Малайзии. Находится в штате Саравак, область Мири, в 32 км. от города Мири.

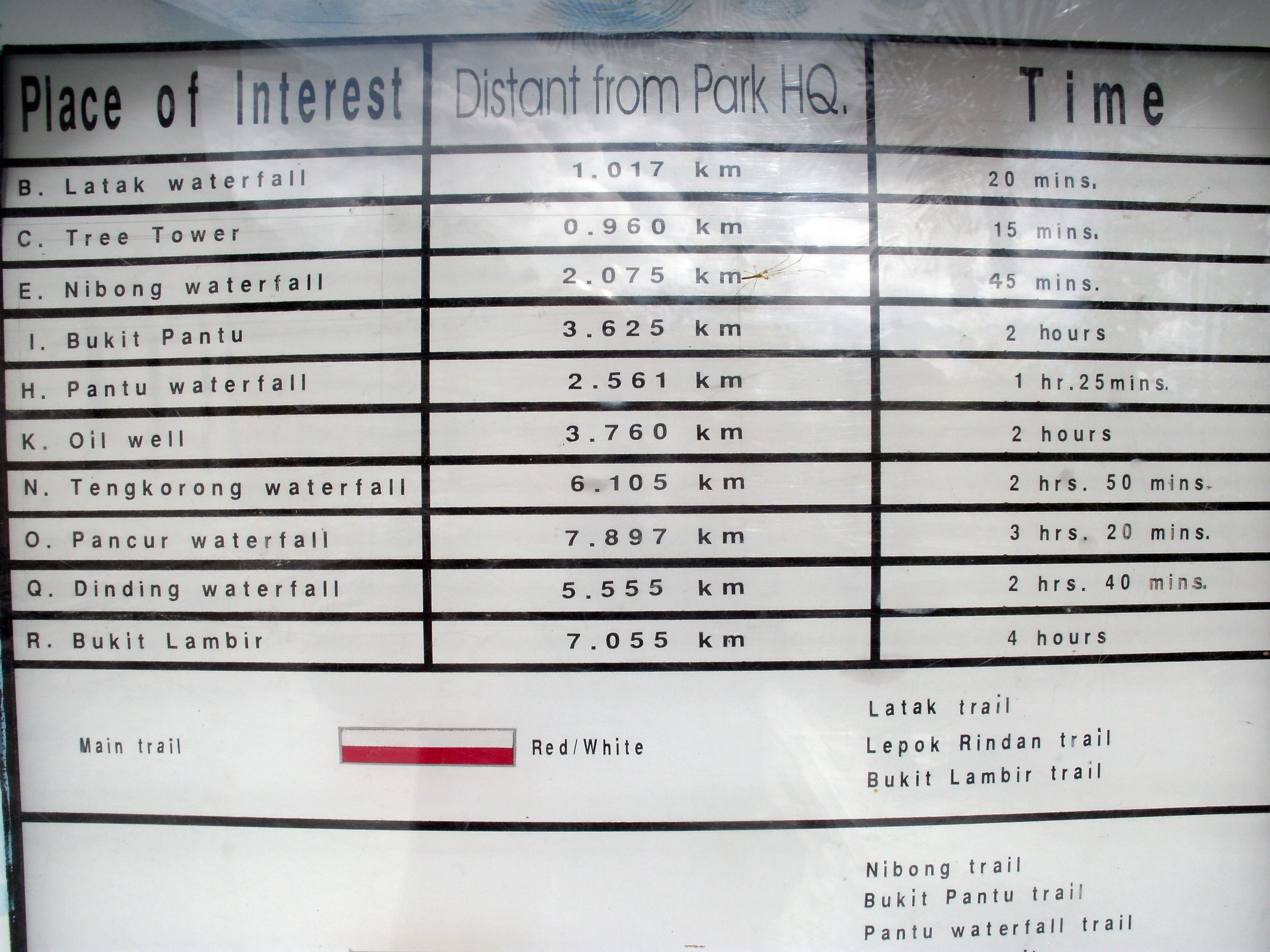
Стенд-схема у входа в национальный парк

## Общие сведения
Ламбир-Хиллс занимает площадь 6949 гектаров (69,52 км²), статус национального парка был присвоен территории в 1975 году.
В парке есть четыре основных и семь дополнительных троп, а также несколько водопадов.
Лесная корпорация Саравака проделала огромную работу по поддержанию, маркировке и цветовому кодированию троп.
Маршруты варьируются от короткой 20-минутной прогулки к водопаду Латак до напряженного, в течение всего дня, похода к самой высокой точке парка. 
130-футовая (40-метровая) смотровая башня-дерево (англ. tree-tower) на тропе, ведущей к вершине Букит-Панту даёт посетителям возможность заглянуть в полог джунглей.
Букит-Ламбир — наивысшая точка парка, 465-метровая вершина, предполагает 14-километровое восхождение туда и обратно.

## Флора и фауна
Несмотря на свои относительно небольшие размеры, Ламбир-Хиллс считается одной из самых разнообразных лесных экосистем в мире, с 1200 видами деревьев и многочисленными папоротниками, имбирями, лозами, мхами, лишайниками, пальмами, кувшинными растениями и цветущими кустарниками.
Зарегистрировано более 237 видов птиц, а также бородатые свиньи, мунтжаки, чешуйчатые муравьеды, обезьяны, гиббоны и бесчисленное количество насекомых.